# (51827) Laurelclark
Les astéroïdes numérotés 51823 à 51829 ont été baptisés en hommage aux sept astronautes morts dans la désintégration de la Navette spatiale Columbia, le 1er février 2003.
- 51823 - Rick D. Husband, Commandant
- 51824 - Michael P. Anderson
- 51825 - David Brown
- 51826 - Kalpana Chawla
- 51827 - Laurel Clark
- 51828 - Ilan Ramon
- 51829 - William McCool, pilote